# Swing: Original Motion Picture Soundtrack
Albums de Lisa Stansfield
The Remix Album
(1998) Face Up
(2001)
Swing: Original Motion Picture Soundtrack est un album de Lisa Stansfield et la bande originale du film Swing, sorti le 10 mai 1999 en Europe et le 13 juillet 1999 en Amérique du Nord.
L'album s'est classé 6e au Top Jazz Albums et 165e au UK Albums Chart.

## Liste des titres
Tous les titres sont produits par Ian Devaney.
| No  | Titre                                                                  | Auteur                                      | Durée |
| --- | ---------------------------------------------------------------------- | ------------------------------------------- | ----- |
| 1.  | Ain't What You Do                                                      | Sy Oliver, Trummy Young                     | 2:43  |
| 2.  | Ain't Nobody Here but Us Chickens                                      | Alex Kramer, Joan Whitney Kramer            | 2:42  |
| 3.  | Baby I Need Your Lovin'                                                | Holland–Dozier–Holland                      | 3:38  |
| 4.  | Gotta Get on This Train (Interprété par Georgie Fame)                  | Stansfield, Devaney, Richard Darbyshire     | 2:04  |
| 5.  | Martin's Theme (Instrumental)                                          | Devaney                                     | 1:24  |
| 6.  | Why Do We Call It Love                                                 | Stansfield, Devaney, Darbyshire             | 4:54  |
| 7.  | Our Love Is Here to Stay                                               | George Gershwin, Ira Gershwin               | 2:43  |
| 8.  | Love Theme (Instrumental)                                              | Devaney                                     | 1:06  |
| 9.  | I Thought That's What You Liked About Me (Interprété par Georgie Fame) | Stansfield, Devaney, Darbyshire             | 3:54  |
| 10. | Watch the Birdie                                                       | Don Raye, Gene Paul                         | 2:25  |
| 11. | The Best Is Yet to Come                                                | Cy Coleman, Carolyn Leigh                   | 2:49  |
| 12. | Martin's Theme (Reprise) (Instrumental)                                | Devaney                                     | 0:43  |
| 13. | Blitzkrieg Baby                                                        | Fred Fisher, Doris Fisher                   | 2:36  |
| 14. | Two Years Too Blue                                                     | Stansfield, Devaney, Darbyshire, Nick Mead  | 3:56  |
| 15. | Mack the Knife                                                         | Kurt Weill, Bertolt Brecht, Marc Blitzstein | 3:12  |